# Le Gai Savoir (film)
Pour les articles homonymes, voir Le Gai Savoir.
Pour plus de détails, voir Fiche technique et Distribution.
Le Gai Savoir est un film de Jean-Luc Godard, dont le tournage a commencé avant mai 1968 et terminé après. Coproduit par l'ORTF, il est sorti en salles en 1969.
Bien que le titre soit une référence à l'œuvre éponyme (1882) de Friedrich Nietzsche, le film est principalement inspiré de l'œuvre de Jean-Jacques Rousseau, et particulièrement d'Émile ou De l'éducation (1762).

## Synopsis
Le film est l'histoire d'amour entre deux jeunes gens : elle est Patricia Lumumba, son père est le leader congolais Patrice Lumumba assassiné lors d'un coup d'État et sa mère est la Révolution culturelle ; elle a été licenciée des ateliers Citroën (où elle était « déléguée du tiers monde ») parce qu'elle distribuait des magnétophones aux ouvriers pour qu'ils puissent fournir des preuves des abus dont ils sont victimes de la part de leurs supérieurs. Lui, Émile Rousseau (arrière-petit-fils de Jean-Jacques Rousseau), a échappé à une balle dans le cœur grâce à un exemplaire des Cahiers du cinéma qu'il gardait sous sa chemise ; il a été abattu par les parachutistes parce qu'il avait tenté d'entrer à l'université, à la faculté des sciences.
Ils se rencontraient tous les soirs, passaient la nuit ensemble et se séparaient à l'aube. En plus de s'aimer, ils s'engageaient dans une recherche qui était aussi une méthode d'apprentissage. Ils décident de se consacrer à une période de réflexion et de recherche de trois ans. « Je veux apprendre », dit Patricia, « m'instruire, instruire tout le monde, me retourner contre l'ennemi et les armes avec lesquelles il nous attaque : la langue ». Les dialogues et monologues de Godard lui-même, qui fait office de narrateur, sont superposés à diverses photographies historiques ou tirées de la culture populaire.
La première année, ils collectent des images et des sons selon un critère qui peut sembler arbitraire, mais qui ne l'est pas en pratique, puisque l'inconscient a sa propre structure. La deuxième année, ils soumettent le matériel à l'analyse et à la critique dialectique. Enfin, la troisième année est consacrée à la construction de modèles alternatifs de rapports entre sons et images.
Le projet s'avérant trop ambitieux, le couple s'arrêtera à la première étape ; ils se donneront cependant beaucoup de mal pour critiquer une série de modèles de cinéma (amateur, didactique, impérialiste, de guérilla), jusqu'à ce que les images laissent place à un écran complètement noir pendant une dizaine de minutes : seules les voix subsistent pour symboliser qu'il ne faut pas se laisser tromper par la surface des choses. Le son a pour fonction de purifier l'image contaminée par l'utilisation culturelle, commerciale, publicitaire. Émile est brillant, spirituel, Patricia est plus froide : en tant que femme et donc opprimée, elle prend entièrement sur elle l'attitude et le langage révolutionnaire.
Émile annonce un film représentant l'union de la méthode et du sentiment dans lequel la conscience sera contrôlée par l'imagination. Vers la fin, l'intention didactique du réalisateur laisse place à la mélancolie. « Le temps a quelque chose d'infâme », dit Émile, et Patricia répond : « Oui, l'éternité et l'infamie sont nées ensemble ».
À la fin, les deux acteurs se disent adieu en utilisant leurs vrais noms.

## Fiche technique
- Réalisation et scénario : Jean-Luc Godard d'après des textes de Jean-Jacques Rousseau
- Images : Georges Leclerc
- Montage : Germaine Cohen
- Durée : 95 minutes
- Dates de sortie :
  - France : janvier 1969 (Cinéma national populaire, Paris)

## Distribution
- Juliet Berto : Elle, Patricia Lumumba
- Jean-Pierre Léaud : Lui, Émile Rousseau

## Production
Le film semble être dans la continuation du précédent film de Godard La Chinoise, dans lequel les deux acteurs principaux étaient déjà protagonistes. À l'origine, Godard aurait voulu que sa propre jeune seconde épouse, Anne Wiazemsky, joue aux côtés de Jean-Pierre Léaud, donc exactement le couple principal de La Chinoise, mais elle était occupée à tourner un film de Michel Cournot, Les Gauloises bleues ; il s'est donc tourné vers Juliet Berto, qui avait un petit rôle dans son long métrage sur la cellule de jeunes maoïstes parisiens.
Commandé au réalisateur par l'ORTF, la télévision d'État française, Le Gai Savoir a été rejeté parce que le résultat final était trop éloigné d'un produit commercial : Godard était déjà entré dans la période « militante » et comprenait le cinéma comme un moyen d'obtenir un changement social. Le langage est une arme parce qu'il est façonné par l'idéologie de la bourgeoisie, mais il ne suffit pas de le rejeter : il doit être disséqué, analysé et soumis à la critique dialectique.
Bien qu'elle ait été finalement refusé par la chaîne, il s'agit de la première œuvre du réalisateur réalisée pour la télévision, ce qui deviendra récurrent ensuite dans la carrière du réalisateur.
Godard anticipe dans ce film un mode esthétique qui sera très présent dans ses films ultérieurs, de Lettre à Jane à Ici et ailleurs, à savoir la critique de l'image, un discours entamé avec Loin du Vietnam. La critique de l'image, du cinéma, est une méthode pour contourner le court-circuit mental de la culture traditionnelle bourgeoise et sa fausse idéologie de la spontanéité.
Le tournage a eu lieu en décembre 1967 et janvier 1968 dans les studios de Joinville et a été monté l'été suivant ; Entre l'une et l'autre date se sont écoulés plusieurs mois, mais aussi et surtout les événements du mois de mai 68, qui affecteront profondément la vie et l'œuvre de Godard. Le titre provisoire, Émile, une référence claire à Émile ou De l'éducation de Jean-Jacques Rousseau, a ensuite été remplacé par Le Gai Savoir, d'après l'œuvre homonyme de Friedrich Nietzsche. Sa seule projection publique en Europe a eu lieu à la Berlinale le 28 juin 1969, suivie d'une projection au New York Theater en septembre 1969.
Godard doit accepter des coupes qu'il souligne par des effets sonores rendant inaudibles certaines lignes de dialogue : par exemple l'allusion à la « télévision publicitaire et fasciste de la France », la recette pour fabriquer un cocktail Molotov, ou des séquences de gros mots alternant avec des noms d'hommes politiques du monde entier. Les deux acteurs jouent dans une scène obscure, leurs silhouettes sculptées par la lumière incidente, se détachant sur le fond de la nuit du non-savoir, symbolisant l'utopie rousseauiste de l'apprentissage dans des têtes vierges. Leur image apparaît comme peinte sur un fond noir, sans décor, ce que Godard réutilisera dans son film Passion (1982).
Godard rachète les droits de distribution à l'ORTF, mais ne sollicitera pas de visa d'exploitation en France. Après ce film, Jean-Luc Godard commence à tourner Un film comme les autres pour le groupe Dziga Vertov. Le Gai Savoir constitue son dernier film en tant que seul réalisateur avant Sauve qui peut (la vie) qui sortira en 1980.